# Glorfindel
Glorfindel er en fiktiv person i J.R.R. Tolkiens fantasyroman Ringenes Herre. Glorfindel er en af de førstefødte Noldor elvere, og han bliver også kaldet Glorfindel af Kløvedal. Han optræder i Silmarillion og i Eventyret om ringen og Kongen vender tilbage. Glorfindel er også den person som i slaget ved Fornost sagde den berømte spådom "ingen mand vil nogensinde fælde Heksekongen af Angmar", da han blev besejret og flygtede, hvilket gik i opfyldelse idet en kvinde (Éowyn) og en hobbit (Merry) dræbte ham.

## Bøgerne
I Eventyret om Ringen bliver han sendt ud af Elrond for at finde Aragorn og de fire hobbitter der er på vej mod Kløvedal men er forsinket. Da Glorfindel efter syv dages eftersøgning finder Aragorn og hobbiterne, er Frodo stærkt såret da han blev stukket af en Nazgûl med et magisk Morgulsværd der er giftigt. Glorfindel sætter Frodo op på sin hvide hest Asfaloth. Da de hører at Nazgûlerne er på vej beordre Glorfindel på elversprog (Noro lim, noro lim Asfaloth) at Asfaloth skulle løbe alt hvad den kunne hen over floden som er grænser for Elronds rige. Nazgûlerne rider efter Asfaloth men stopper da den løber over floden. Endelig begynder de at gå over men før de når bredden begynder trolddommen, som Elrond satte over floden. En kæmpe bølge formet som heste og deres ryttere skubber alle Nazgler væk med floden og deres heste omkommer. Glorfindel er også med i rådsforsamlingen hos Elrond.
Glorfindel er ikke med i De to Tårne.
I Kongen vender tilbage er Glorfindel med når Elrond vier Arwen til Aragorn.

## Filmene
I filmatiseringen af Eventyeret om ringen er Glorfindel kun med i rådsforsamlingen hos Elrond.
Ligesom i bogforlægget optræder Glorfindel ikke i De to Tårne
I Kongen vender tilbage er Glorfindel med når Arwen er på vej med alle andre elvere til skibene da de skal til de udødelige lande (Amán). Han er også med da Elrond vier Arwen til Aragorn. Han står bag Elrond.

## Udseende
Glorfindel beskrives i bogen som i filmen som en smuk høj lyshudet elver med gyldent hår. 
I Peter Jacksons film-trilogi spiller Jarl Benzon Glorfindel.